# Donja Barska
Donja Barska falu Bosznia-Hercegovinában, a Bosznia-hercegovinai Föderáció Una-Szanai kantonjában.

## Fekvése
Bosznia-Hercegovina északnyugati részén, Bihácstól légvonalban 22, közúton 33 km-re északra, Cazintól légvonalban 7, közúton 10 km-re északnyugatra, a Gračanica-patak völgye felett fekvő erdős, dombos területen fekszik. Házai kisebb csoportokban szétszórtan helyezkednek el a falu területén.

## Népessége
| Nemzetiségi csoport | Népesség 1991 | Népesség 2013 |
| ------------------- | ------------- | ------------- |
| Szerb               | 0             | 0             |
| Bosnyák             | 311           | 125           |
| Horvát              | 0             | 0             |
| Jugoszláv           | 0             | 0             |
| Egyéb               | 6             | 2             |
| Összesen            | 317           | 127           |

## Nevezetességei
A Gračanica-patak völgye felett emelkedő magaslaton késő középkori vár maradványai találhatók. A 20. század közepén a falak még 1-2 méteres magasságban álltak. A romokat a neves horvát történész Radoslav Lopašić a 16. századi Hojsićev gradac várával azonosította.